# Sötét templom
A Sötét templom (Karanlık Kilise) a Göremei Szabadtéri Múzeum legszebb, sziklába vájt temploma, amelyet a 11. században készítettek. Az építmény a Göreme Nemzeti Park és Kappadókia sziklatemplomai világörökségi helyszín része. Nevét arról kapta, hogy természetes fényt csak egy kicsi ablakon keresztül kap a narthex felől.

## Története
A Sötét templom az egykori kolostorkomplexum fő létesítménye, a később épített Almás és Szandálos templom előképe, amely azonban mind kidolgozásában, mind művészi és építészeti értékeiben meghaladta utódait. A templom négyzetes kereszt alakú, narthexe, öt kupolája és három apszisa van. A hajó kupolája alatt négy oszlop. A narthex plafonját a mennybemenetel képei díszítik. Jézust mandorla veszi körül, amelyet négy angyal emel a mennyországba. Alattuk áll Mária, oldalán angyalokkal és a meghökkent tanítványokkal. A másik oldalra a Jézus lábánál görnyedő két donort festette a mester, lejjebb Ábrahám és Sára három, a szentháromságot megtestesítő angyallal.
A hajó kupoláinak freskói a mennyországot ábrázolják: háromban, köztük a középsőben a mindenható (pantokrátor) Krisztus, a többiben angyalok láthatók. A felső falakon jelenetek láthatók Jézus életéből, alattuk szentek. Az alsóbb falakra az Ótestamentum prófétái (például Habakuk, Jónás, Dániel és Zakariás) kerültek, kezükben papírtekercsekkel, amelyeken tőlük származó idézetek kaptak helyet. Jézus élete az északi falon kezdődik a betlehemi születéssel. A mester megörökítette többek között Jézus megkeresztelését, Lázár feltámasztását, a keresztre feszítést és a feltámadást. A jelenetek nem feltétlenül követik egymást a megszokott sorban: a születés és a keresztre feszítés például egymással szemben van. Az üres sír képe és Lázár feltámasztása a templomban található sírhelynél kapott helyet a falon, utalva az eltemetett ember feltámadási reményére.
A négy evangelista a kappadókiai kódexmásolókat idézi: párnázott székeken ülnek, tollszárukat az asztalon álló tintatartóba merítik vagy a borjúbőrökre írnak. A szövegek mind az evangéliumok nyitószavait idézik. A középső apszist a deészisz (Krisztus Máriával és Szent Jánossal) díszíti. A nyitott evangéliumban ez olvasható: Én vagyok a világ világossága (János 8:12). A két oldalon két donor térdel. Alattuk öt egyházatya.
Az alsó fal vakolatában több évszázados graffitik, görög zarándokok imái láthatók, a legkorábbi 1629-ből származik. 1924-ben, amikor a törökök átvették a terület ellenőrzését, a földművesek galambházzá alakították a templomot, és elzárták a bejáratát. Ez segített megőrizni a freskókat. A nagyközönség számára az 1970-es években nyitották meg az építményt, amelyet az 1980-as években renováltak.

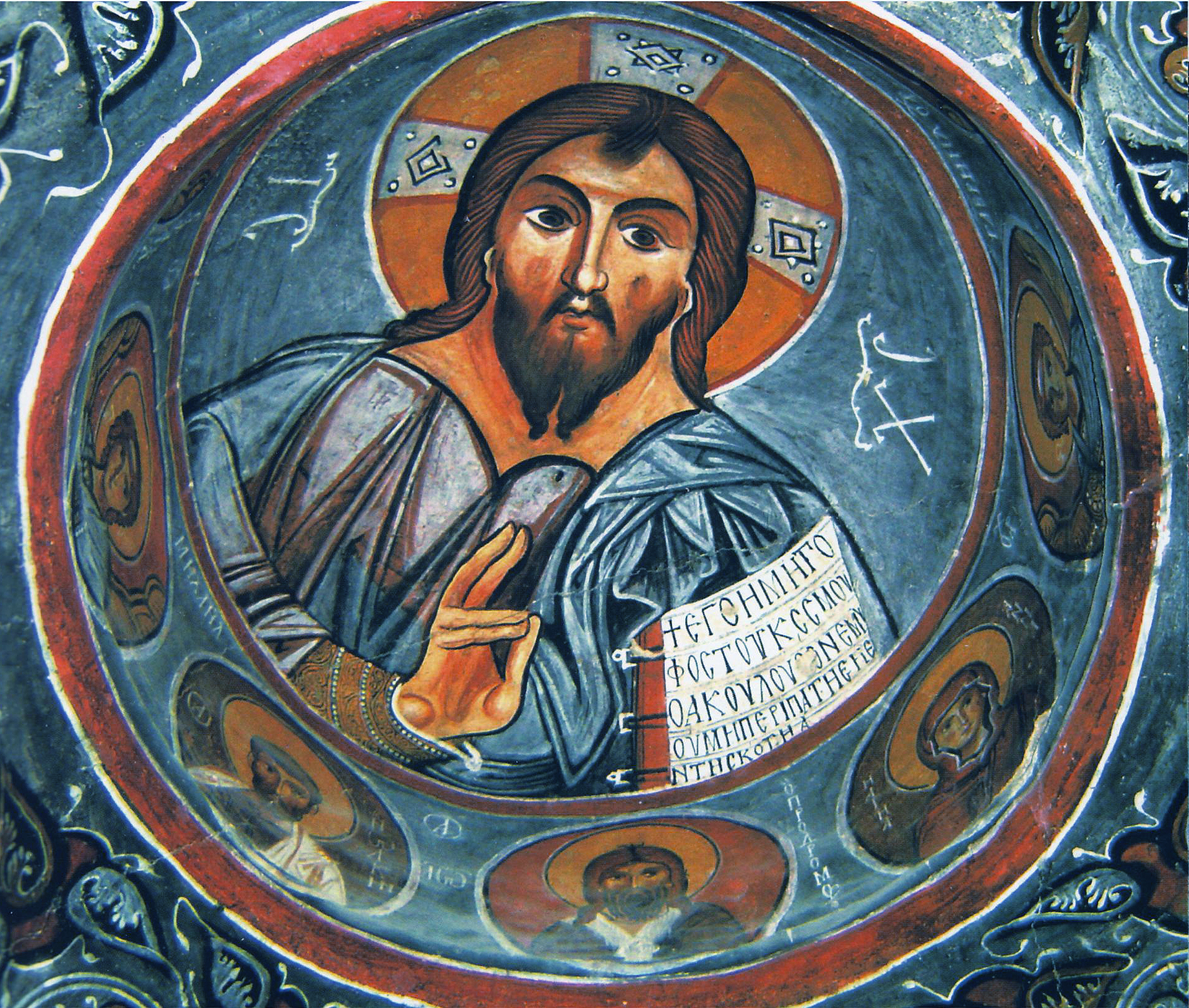
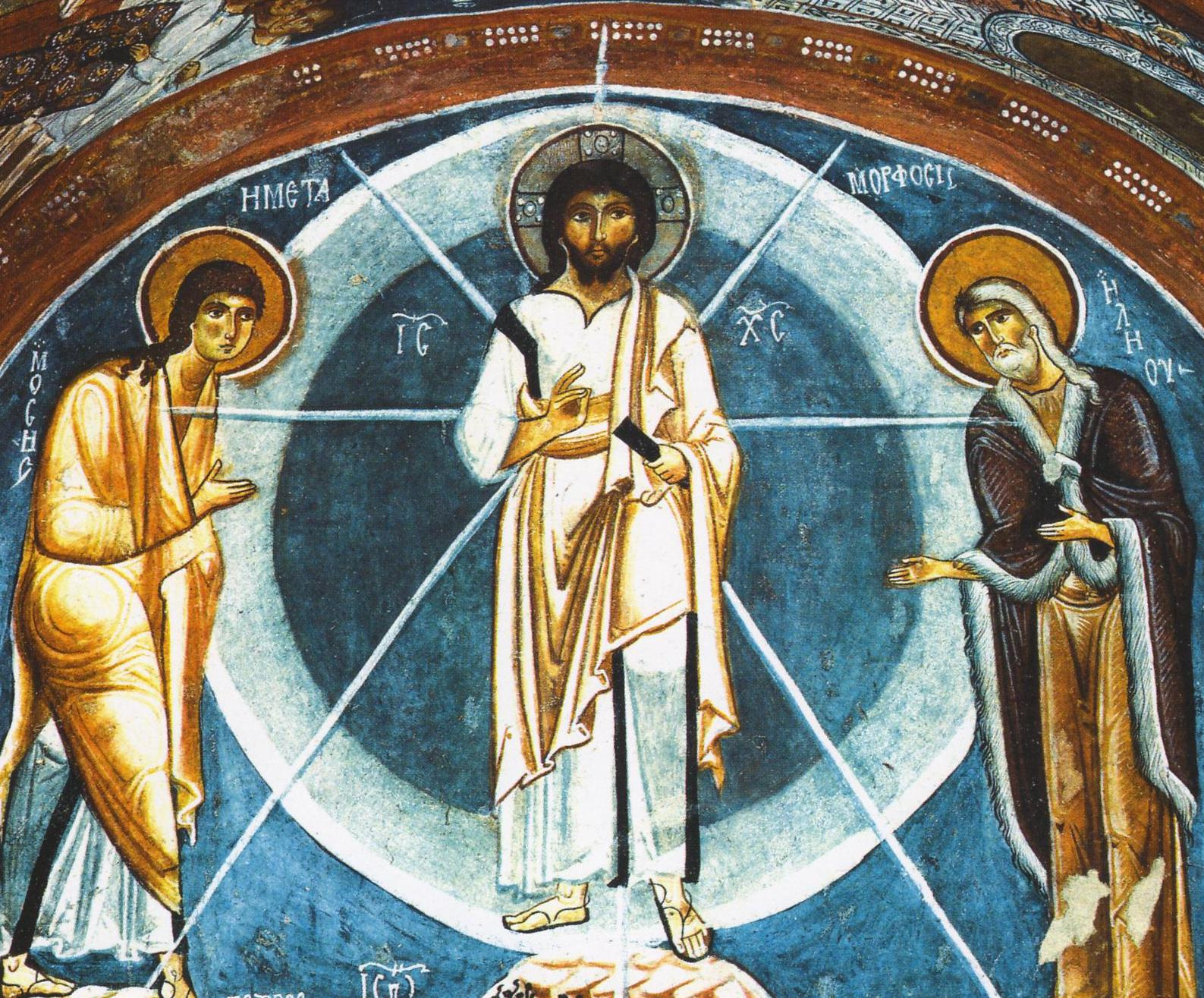
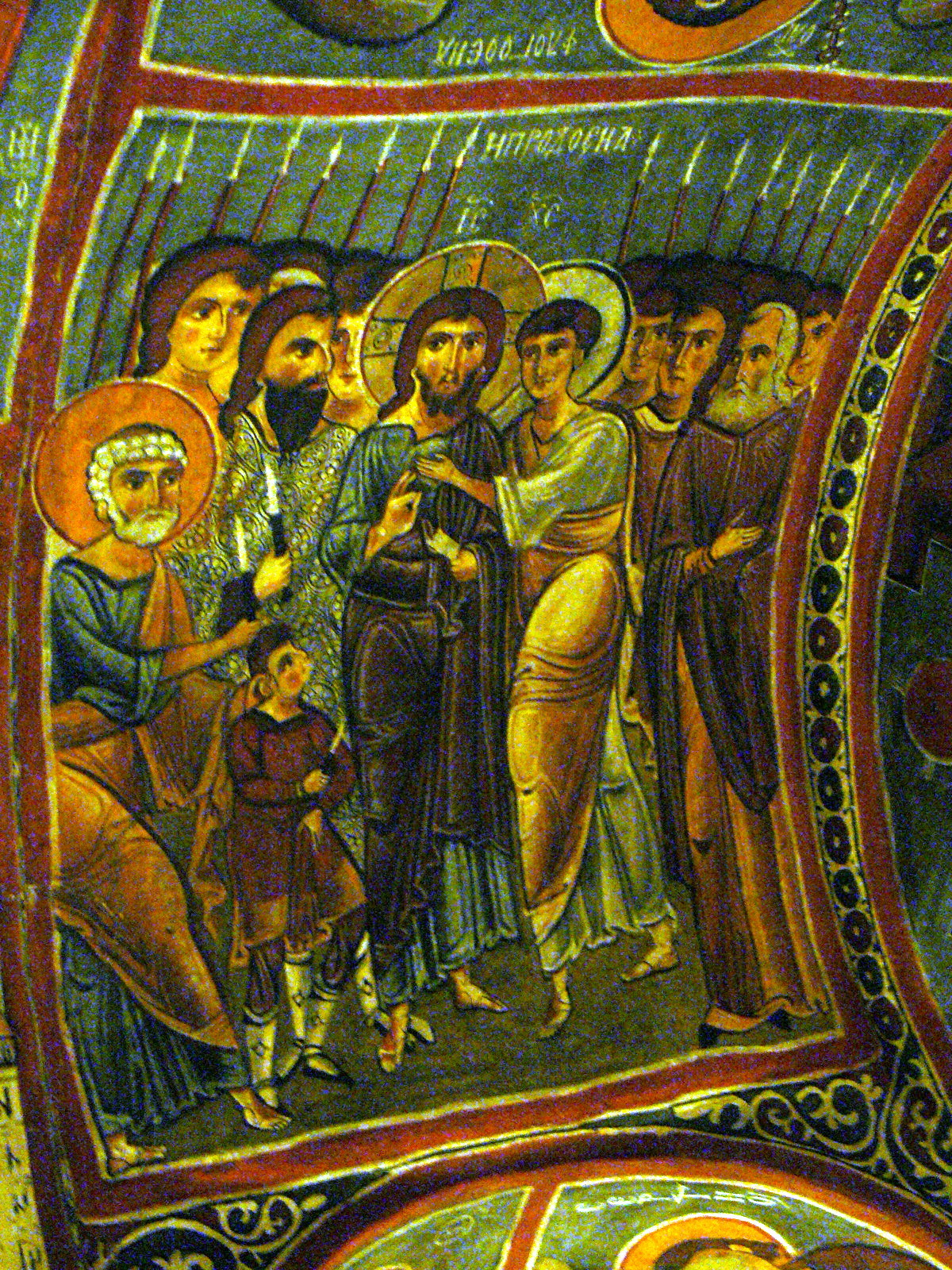
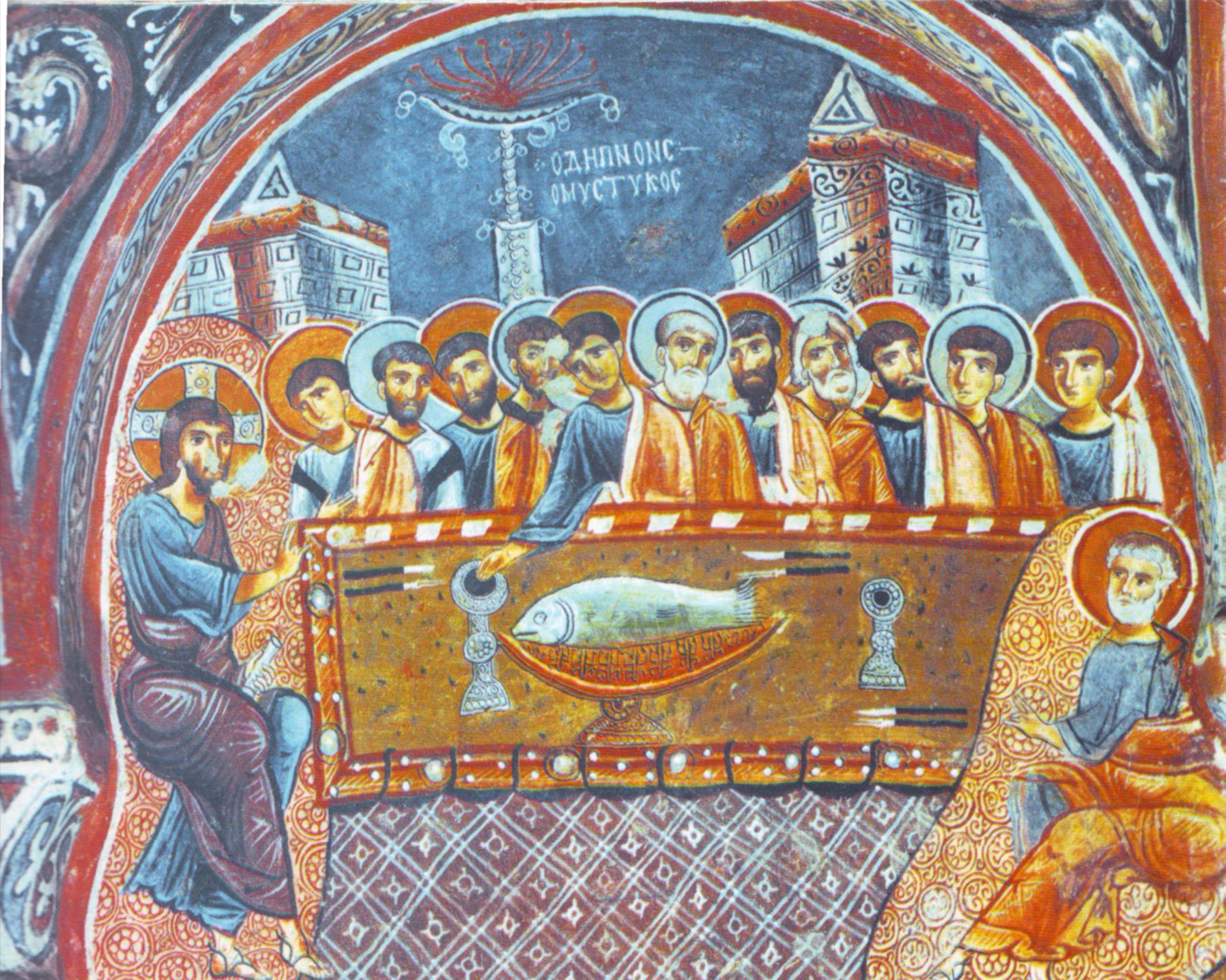
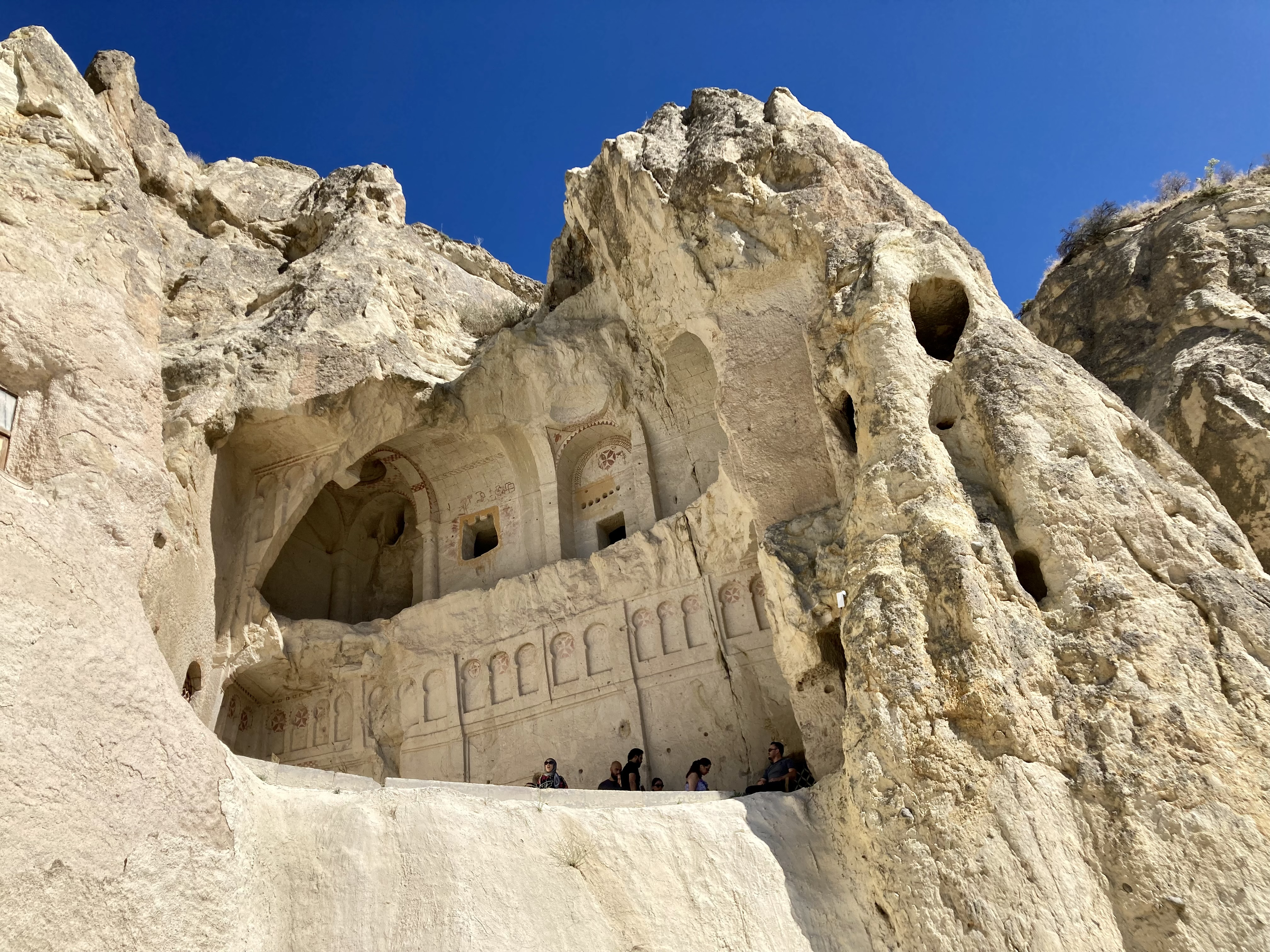